# Misracoccus convexus
Misracoccus convexus är en insektsart som först beskrevs av Morrison 1920.  Misracoccus convexus ingår i släktet Misracoccus och familjen pärlsköldlöss.
Artens utbredningsområde är Filippinerna. Inga underarter finns listade i Catalogue of Life.